# Kloster Baumburg

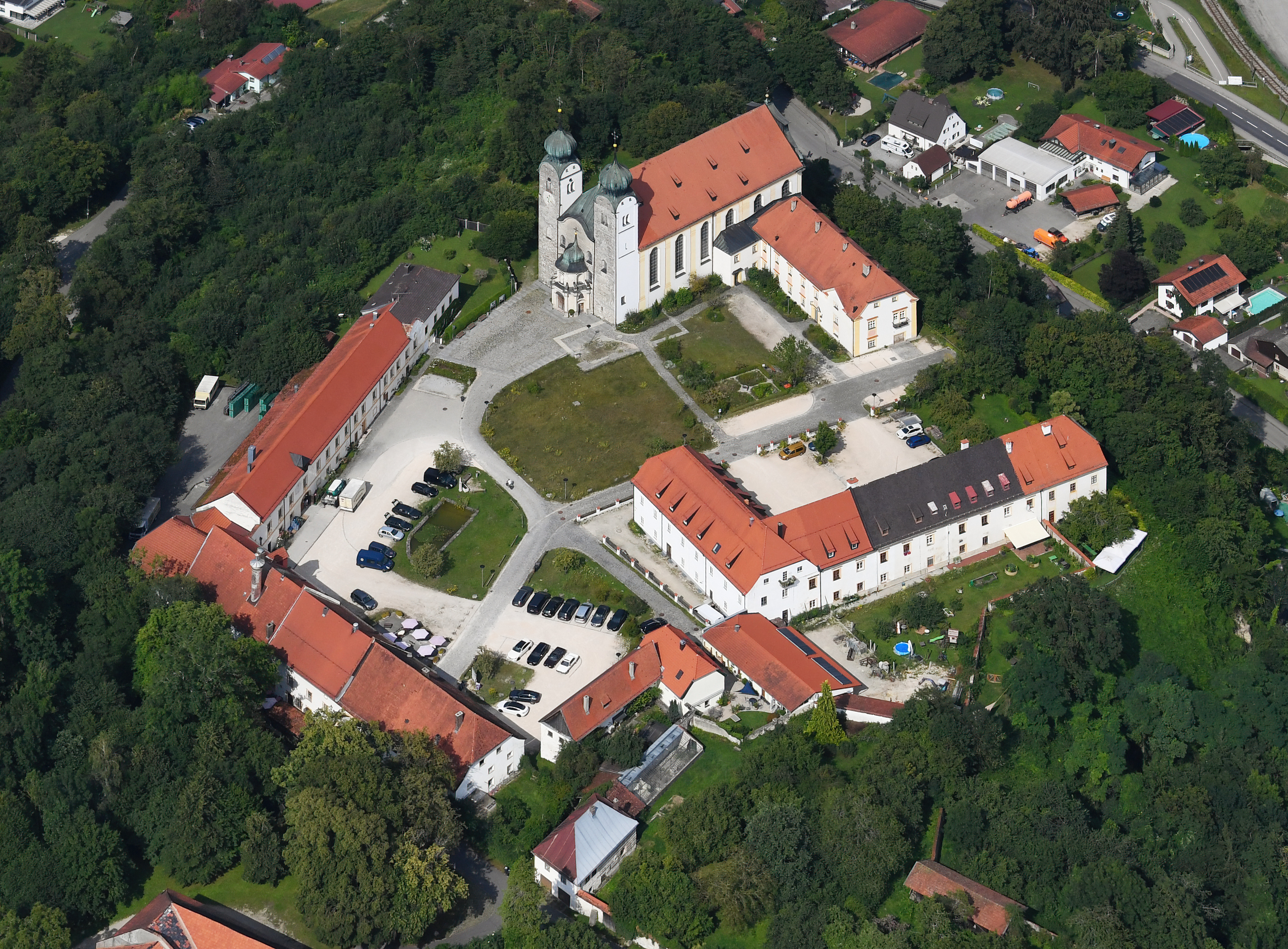
Kloster Baumburg aus der Luft gesehen

Kloster Baumburg ist ein ehemaliges Augustiner-Chorherren-Stift in Altenmarkt an der Alz (Landkreis Traunstein), das im Zuge der Säkularisation im Jahr 1803 aufgelöst wurde. Heute ist Baumburg auch ein katholisches Dekanat, das die Pfarrgemeinden des nördlichen Chiemgaus umfasst.

## Geschichte
Der Gründung des Klosterstifts St. Margareth zu Baumburg durch Graf Berengar I. von Sulzbach um 1107/09 ging sein Gelöbnis im Jahr 1105 beim Tode seiner Frau Gräfin Adelheid von Frontenhausen voraus. Graf Berengar I. setzte, von seinen zahlreichen Verpflichtungen unter Druck geraten, Eberwin zum Propst über das Kloster ein und stellte ihm jene Augustiner-Chorherren zur Seite, die er zuvor zusammen mit Eberwin zur Errichtung des Klosterstifts Berchtesgaden aus dem Kloster Rottenbuch berufen hatte. Zudem übereignete er dem neuen Kloster auch Berchtesgadens Güter. Doch auf Wunsch Berengars kehrte Eberwin ca. 1116 (laut Helm zwischen 1106 und 1112, laut Feulner vermutlich um 1116, laut Albrecht und Weinfurter zwischen 1116 und Mitte 1119) nach Berchtesgaden zurück, um es wieder als eigenständiges Kloster zu führen.
Die wiedererlangte „frühere Freiheit“ Berchtesgadens behagte dem neuen und „ersten“ Propst von Baumburg Gottschalk (ca. 1120–1163) ganz und gar nicht. Er betrachtete Eberwin als „Abtrünnigen“ und tilgte ihn aus der Propstliste. Zudem war er nicht bereit, den Verlust der Berchtesgadener Ausstattungsgüter hinzunehmen. Nach dem Tod Berengars (3. Dezember 1125) hatte er die Rechtmäßigkeit der Trennung beider Stifte angefochten und sich an den zuständigen Bischof, Erzbischof Konrad I. von Salzburg (1106–1147), für eine Verfügung zur erneuten Zusammenlegung gewandt. Erst nach einem Schiedsspruch Konrads im Jahr 1136 wurde das Nebeneinander beider Stifte im Sinne Berengars bekräftigt und 1142 von Papst Innozenz II. erneut bestätigt. Die Baumburger Forderungen hingegen wurden als „Meinung gewisser einfältiger Brüder“ abgewiesen.
In der Amtszeit Gottschalks als Propst des Stifts Baumburg (bis 1163) wurde 1129 eine Nikolauskirche geweiht und bis 1156 die romanische Basilika St. Margareth erbaut und diese am 12. Juli 1156 unter Hinterlegung zahlreicher Reliquien durch Erzbischof Eberhard I. von Salzburg geweiht. Dort liegt seither die Stifterin Adelheid begraben.  Um diese Zeit übertrug der Erzbischof von Salzburg der Propstei Baumburg ein Archidiakonat. Damit fungierte der Propst als Stellvertreter des Erzbischofs für die kirchliche Gerichtsbarkeit, die Kirchenaufsicht sowie die Vermögensverwaltung. 1185 wurde diese Funktion vom Papst bestätigt.

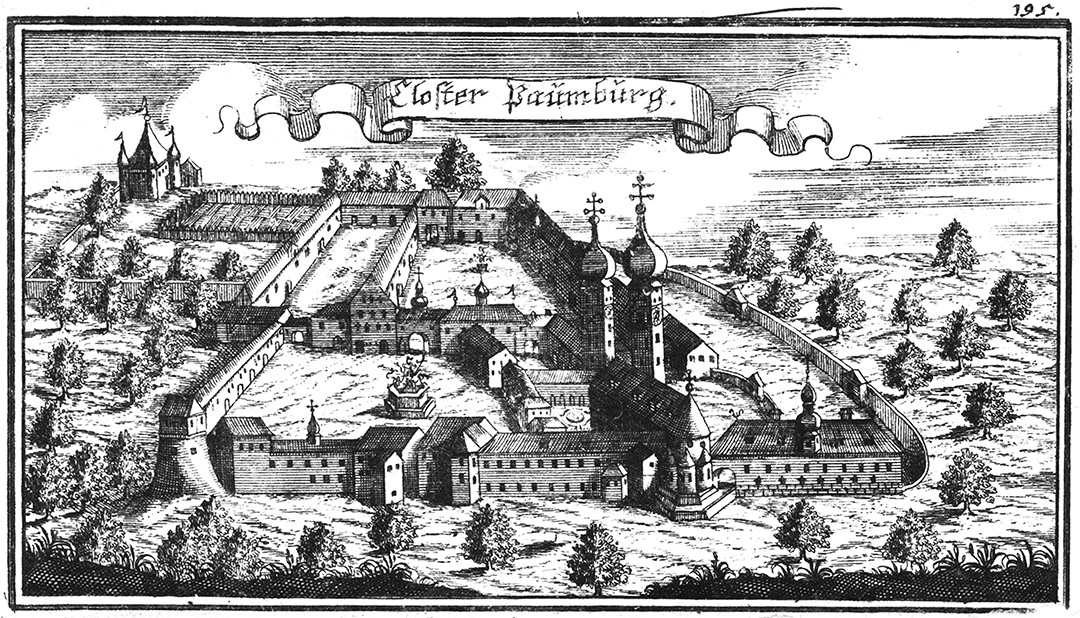
Stich des Klosters aus dem Churbaierischen Atlas des Anton Wilhelm Ertl 1687

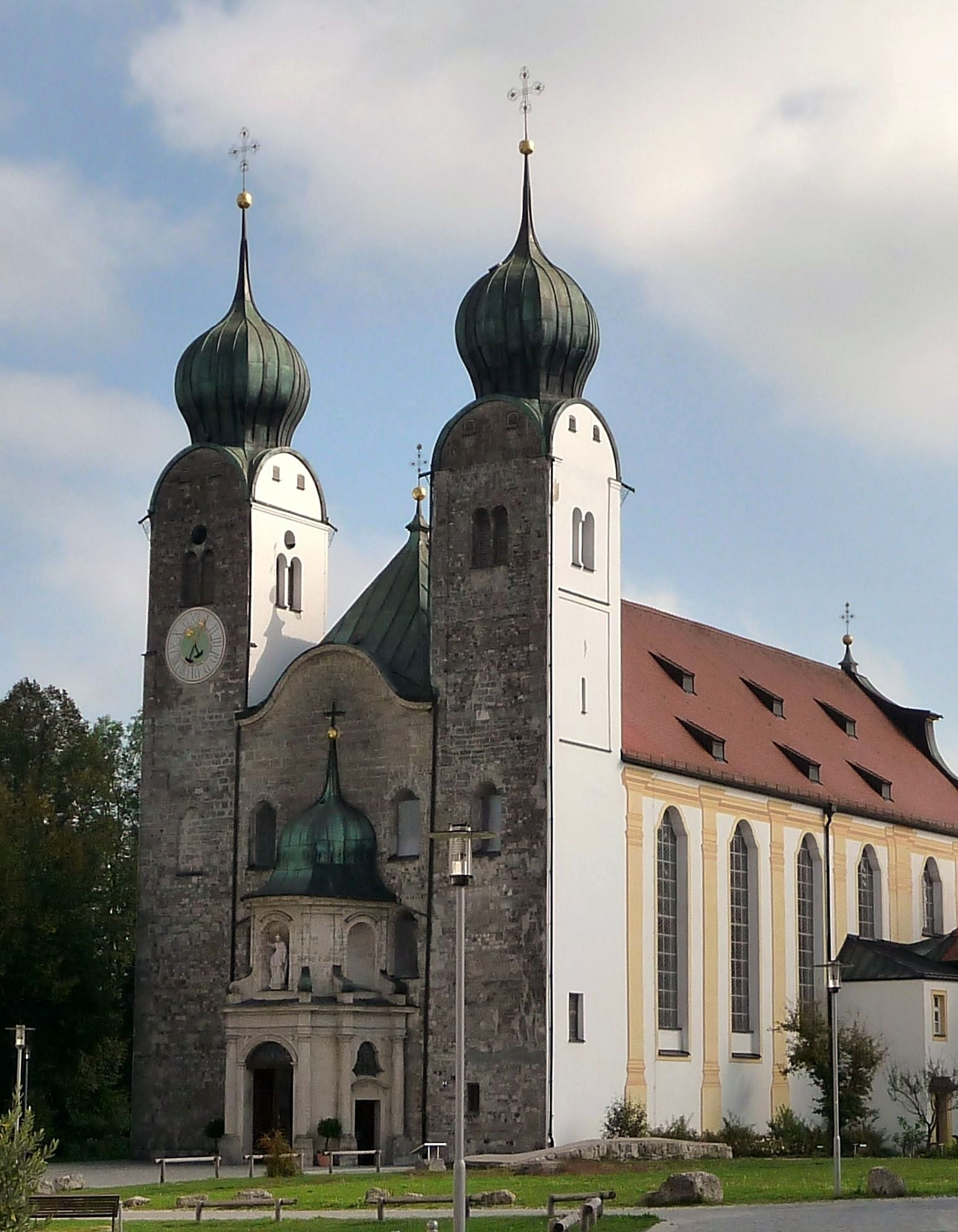
Die Klosterkirche St. Margareta

Die Augustinerchorherren wirkten vor allem als Seelsorger. Zum Stift gehörten die Pfarreien in Baumburg-Altenmarkt, St. Georgen, Truchtlaching, Traunwalchen, Neuenchieming, Kienberg, Poing (heute Truchtlaching) und Haberskirchen sowie Besitzungen in Niederösterreich. Bedeutung erlangte auch die Schule des Stifts, die überwiegend von Söhnen des regionalen Adels besucht wurde. Ab 1367 erhielten die Pröpste auch das Recht zum Führen eines Abtstabes.
Wie andere Stifte erlebte auch Baumburg im 15. Jahrhundert und insbesondere während der Reformation einen religiösen und wirtschaftlichen Verfall. Wiederholt wurde Baumburg unter Administration gestellt, unter anderem zwischen 1536 und 1538 unter die des Berchtesgadener Stiftspropstes und späteren Fürstpropstes Wolfgang II. Griesstätter zu Haslach. Zudem verwüsteten zwischen 1523 und 1539 dreimal Brände das Stift, so dass im Jahre 1579 nur noch drei Kanoniker im Stift wohnten.
Mit Ende des 16. Jahrhunderts entfaltete Baumburg wieder neues Leben. Die Stiftsschule genoss wie im Mittelalter wieder einen guten Ruf beim Adel. Auch die Zahl der Kanoniker nahm wieder zu.
Die barocke Umgestaltung der vormals gotischen Gebäude des Stifts begann um 1600 mit einer Renovierung der mittelalterlichen Kirche. Dabei erhielten die Turmabschlüsse ihre charakteristischen Zwiebelhauben. Die Pröpste Michael Doegger (reg. 1688–1706) und Patricius Stöttner (reg. 1707–1737) veranlassten Um- und Neubauten der Stiftsgebäude. Anlässlich des 600-jährigen Weihejubiläums errichtete ab 1755 der Baumeister Franz Alois Mayr aus Trostberg die heutige Kirche St. Margareta im Stil des Rokoko mit filigranen Stuckierungen und Fresken.
1803 wurde das Stift im Zuge der Säkularisation durch den bayrischen Staat aufgehoben. Bis 1812 wurden Stifts- und Wirtschaftsgebäude sowie die stiftseigenen Grundstücke versteigert. Die Stiftskirche diente fortan als Pfarrkirche von Altenmarkt an der Alz. Viele Gebäude des Klosters wurden abgerissen. Seit 1910 dient ein Flügel der Anlage als Pfarrhof. Ein anderer Flügel diente lange Zeit als Erholungsheim der Englischen Fräulein. Heute ist dort ein privates Seminarhotel untergebracht, das von Chören und Orchestern gerne genutzt wird. Die 1612 gegründete Klosterbrauerei Baumburg befindet sich heute ebenfalls in Privatbesitz.

## Geografie

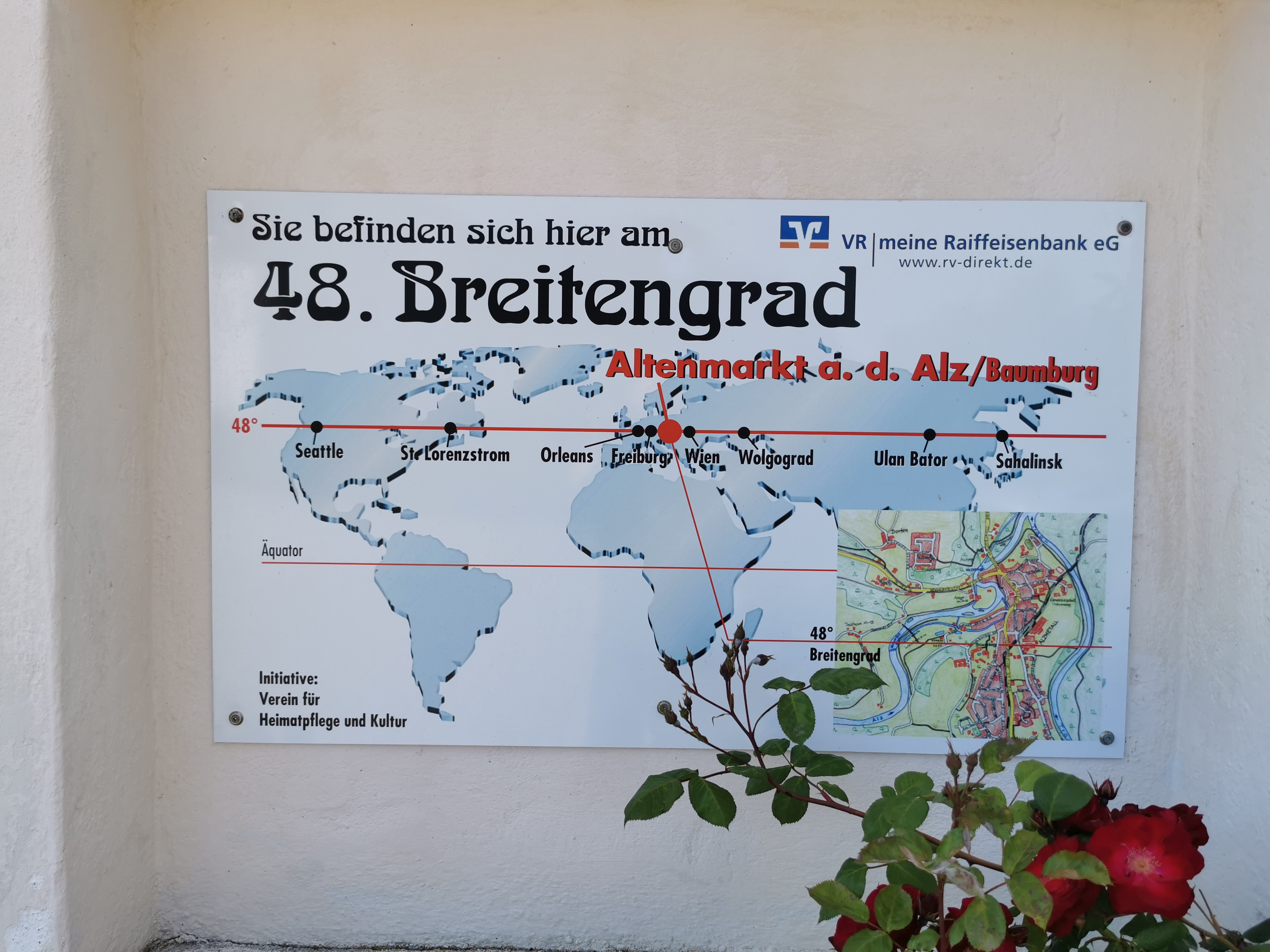
Hinweisplakat zum 48. Breitengrad Nord

Durch das Klostergelände verläuft der 48. Breitengrad, was durch positionierte Hinweisschilder gekennzeichnet ist und im weiteren Gemeindebereich entsprechend vermarktet wird.

## Pröpste
(soweit bekannt)
- ca. 1107/09–1116/19 Eberwin
- ca. 1116/19–1120/25 Dekan Eccolf führte Amtsgeschäfte während Sedisvakanz
- ca. 1120/25–1163/70 Gottschalk
- ca. 1163/70–1182/87 Meingot
- 1187–1192 Marsilius
- ca. 1195–1205 (urkundlich fassbar) Otto, wahrscheinlich Nachfolger Marsilius’
- ca. 1217/19–1240 (urkundlich fassbar) Eberhard
- 1436–1479 Caspar Ebenhauser
- 1479–1488 Paulus Pelchinger
- 1488–1515 Georg I. Dietrichinger
- 1517–1531 Wolfgang Viergold
- 1531–1539 Administration durch Wolfgang II. Griesstätter zu Haslach, seinerzeit Propst von Kloster Höglwörth, danach Propst und Fürstpropst von Berchtesgaden.
- 1539–1578 Stephan Toblhaimer, ließ 1564 ein pavillonartiges Sommerschlösschen bauen, das ab dem 17. Jahrhundert als Sitz des Stiftsgerichts diente
- 1579–1587 Lorenz Mayr
- 1587–1622 Urban Stamler
- 1622–1637 Johann Heinrich Tannel
- 1637–1648 Johann Zehentner
- 1648–1658 Bernhard Wider
- 1658–1688 Patritius I. Mändl
- 1688–1706 Michael Doegger
- 1707–1737 Patritius II. Stöttner
- 1737–1748 Maximilian Zindl
- 1748–1761 Joachim Vischer, ließ 1754–1757 für die 600-Jahr-Feier die vorherige romanische und gotische Kirche im Rokokostil umbauen[9]
- 1761–1778 Guarinus Steininger
- 1778–1789 stand das Kloster unter Administration
- 1786–1789 Albert I. Knoll
- 1790–1801 Franz I. Krumb
- 1801 bis 22. März 1803 Franz II. Lindemann, † 1822, letzter Propst, Aufhebung des Stifts